# Bryan Money
Bryan Monte Money (Las Vegas, 27 ottobre 1986) è un musicista e cantante statunitense, ex componente del gruppo post-hardcore Escape the Fate.

## Biografia
Nasce come Monte Bryan Money Jr. da madre Peruviana nel nord di Las Vegas, dov'è anche cresciuto. Suo nonno gli regalò la sua prima chitarra, una Jackson 7 corde, all'età di 14 anni e questo lo influenzò molto nel suo percorso artistico. Ha un tatuaggio sulla mano destra in sua memoria: NPM, che sta per Norman Paolo Money.
Tra gli artisti più influenti nella sua formazione nomina Van Halen, Zakk Wylde.

### Escape the fate (2004–2013)
Fu uno dei fondatori degli Escape the Fate, insieme a Max Green, Ronnie Radke e Omar Espinosa.
Ad agosto 2011 decide di lasciare momentaneamente il gruppo, impegnato in un tour, per una pausa e viene sostituito da Kevin "Thrasher" Gruft, seconda voce e chitarrista dei LoveHateHero.
A settembre 2013 il gruppo comunica che i fratelli Money si erano rifiutare di partecipare al "Wrong Side of Heaven Tour" con i Five Finger Death Punch, costringendolo cercare dei sostituti, che si rivelano essere TJ Bell, promosso a chitarrista, ed il bassista Max Green.

### Beyond Unbroken (2013–presente)
Di lì a poco Monte e suo fratello Micheal lasciano definitivamente il gruppo a seguito di disguidi e litigi emersi con il frontman Craig Mabbitt. Di lì a breve fondano il gruppo Money Brothers (scritto anche come "Money Brother$") e pubblicano due singoli: Break Free e Clarity (Behind the Curtain).
Il duo in seguito cambia nome in Beyond Unbroken e nel 2015 viene pubblicato il loro primo singolo: Under Your Skin. Nel nuovo progetto vengono reclutati nuovi membri, tra cui Matti Hoffman alla chitarra, Daimen Horrell al basso e Zach Snell alla batteria.
I singoli Losing My Mind e Overdose hanno anticipato l'uscita dell'EP Don't Wake the Dead, pubblicato il 1º settembre 2017 e prodotto da Matt Good dei From First to Last.
Due singoli, Enemy e In My Head, preludono al primo album in studio del gruppo, Running Out of Time, pubblicato il 3 aprile 2020.

## Discografia

### Con gli Escape the Fate
- 2006 – There's No Sympathy for the Dead (EP)
- 2006 – Dying Is Your Latest Fashion
- 2008 – This War Is Ours
- 2010 – Escape the Fate
- 2013 – Ungrateful

### Con i Beyond Unbroken
- 2017 – Don't Wake the Dead (EP)
- 2020 – Running Out of Time